# Bataille de Tchassiv Iar
Invasion de l'Ukraine par la Russie
Batailles
Offensive de Kiev (Jytomyr, Kiev) : 
- 1re Hostomel
- Tchernobyl
- Ivankiv
- Kiev
- 2e Hostomel
- Vassylkiv
- Boutcha
- Irpin
  - Bombardement de réfugiés
- Jytomyr
- Mochtchoun
- Makariv
- Brovary

Offensive du Nord (Tchernihiv, Soumy) :
- Hloukhiv
- Slavoutytch
- Bombardements
- Soumy
- Trostianets
- Tchernihiv
- Okhtyrka
- Lebedyn
- Konotop
- Romny
- Desna
- Escarmouches frontalières

Russie  (Briansk, Belgorod) :
- Incursions en Russie occidentale
  - Oblast de Briansk
  - Oblasts de Belgorod et de Koursk
    - Incursions de 2024

  - Bombardement de Belgorod
- Oblast de Koursk (août 2024)

Campagne de l'Est (Donetsk, Louhansk, Kharkiv)
Kharkiv :
- 1re Kharkiv
  - Tchouhouïv
  - Bombardements : en février
  - en mars
  - en avril
  - du bâtiment administratif
- Izioum
- 2e Kharkiv
  - Balaklia
  - 1re Koupiansk
  - Chevtchenkove
- 3e Kharkiv

Nord du Donbass:
- Starobilsk
- Sloviansk
  - Dovhenke
  - 1re Lyman
  - Sviatohirsk
  - Bohorodychne et Krasnopillia
  - Bombardements : Bilohorivka
  - Kramatorsk
- Sievierodonetsk
  - Kreminna
  - Donets
  - Roubijné
  - Popasna
  - Tochkivka
  - Massacre
- Lyssytchansk
- 2e Kharkiv
  - Balaklia
  - 1re Koupiansk
  - Chevtchenkove
  - 2e Lyman
- Oblast de Louhansk
  - Ligne Svatove-Kreminna
  - Serebryansky
  - 2e Koupiansk

 Centre du Donbass:
- Horlivka
- Popasna
- Svitlodarsk
- Bakhmout
  - Soledar
- Siversk
- Tchassiv Iar
- Toretsk
- Kourakhove
- Velyka Novossilka
- Novopavlivka

Sud du Donbass :
- Volnovakha
- Marioupol
  - Bombardements : de l'hôpital
  - du théâtre
  - de l'école d'art
- Pisky
- Vouhledar
  - Pavlivka
- Marïnka
- Contre-offensive de 2023
- Avdiïvka
- Novomykhaïlivka
- Pokrovsk
  - Krasnohorivka
  - Toretsk
- Bombardements :
- Makiïvka
- Donetsk

Campagne du Sud (Mykolaïv, Kherson, Zaporijjia)
- 1re Kherson
- Odessa
- Melitopol
- Mykolaïv
  - Bombardements : à fragmentation
  - du bâtiment administratif
- 1re Berdiansk
- Zaporijjia
- Tchornobaïvka
- Enerhodar
- Voznessensk
- Houliaïpole
- Davydiv Brid
- 2e Berdiansk
- Nova Kakhovka
- 2e Kherson
  - Doudtchany
- Dniepr
- Tchoulakivka
- Contre-offensive de 2023
  - Robotyne

Frappes aériennes dans l'Ouest et le Centre de l'Ukraine
- Lviv (02/2022)
- Vinnytsia (03/2022)
- Yavoriv (03/2022)
- Deliatyne (03/2022)
- Dnipro
- Rivne

Guerre navale
- Île des Serpents (02/2022)
- Moskva (04/2022)

Attaques en Crimée
- Novofedorivka (08/2022)
- Djankoï (08/2022)
- Pont de Crimée (10/2022)
- Base navale de Sébastopol (10/2022)
- Pont de Crimée (07/2023)
- Base navale de Sébastopol (09/2023)

Débordement
- Aéroport de Millerovo
- Sabotages en Russie
- Attaques en Transnistrie
- Sabotage des gazoducs Nord Stream
- Terrain d'entraînement militaire de Soloti
- Explosions en Pologne
- Bases aériennes de Dyagilevo et Engels-2
- Base aérienne de Minsk-Matchoulichtchi
- Crise russo-moldave de 2023
  - Accusations de tentative de coup d'État en Moldavie
- Incident de drone de 2023 en mer Noire
- Rébellion du groupe Wagner

Massacres
- Tchernihiv
- Boutcha
- Borodianka
- Olenivka
- Izioum

La bataille de Tchassiv Iar est une bataille opposant les Forces armées ukrainiennes et russes, dans le cadre de l'invasion de l'Ukraine par la Russie. Elle débute en avril 2024 après la bataille de Bakhmout et a pour enjeu le contrôle de la ville de Tchassiv Iar. Au 23 mars 2025 la ville est partiellement occupée par les Forces Armées Russes bien que les Ukrainiens en contrôlent encore certaines parties.

## Contexte
À partir de la mi-2022, les troupes russes bombardent Tchassiv Iar, le bombardement le plus sanglant a eu lieu le 9 juillet 2022, tuant 48 personnes (dont 1 enfant). Depuis août 2022, les événements de Tchassiv Iar font partie de la bataille de Bakhmout, au cours de laquelle elle est de plus en plus bombardée par les troupes russes.
Tchassiv Iar est une ville de la ligne de front depuis que la ville voisine de Bakhmout est passée sous contrôle russe le 20 mai 2023. Peu de temps après, les forces ukrainiennes réussissent à stabiliser la ligne de front et à repousser les forces russes le long des flancs de Bakhmout lors de leur contre-offensive de 2023.
À partir de novembre 2023, les forces russes repassent à l'offensive à l'ouest de Bakhmout avec comme objectif Tchasiv Iar tandis que la contre-offensive ukrainienne est stoppée et considérée comme un échec en dépit de quelques progrès sur le flanc sud de Bakhmout.
Après la conclusion de la bataille d'Avdiivka en février 2024, les forces russes concentrent leurs efforts principaux depuis à l'ouest d'Avdiïvka et à l'ouest de Bakhmout vers Tchassiv Iar. Tchassiv Iar est considérée comme la prochaine cible des forces russes après la prise d'Avdiivka comme l'indique le 14 avril 2024, commandant en chef des forces armées ukrainiennes, le général Oleksandr Syrskyi, qui déclare que le commandement militaire russe s'est fixé pour objectif d'occuper Tchassiv Iar d'ici le 9 mai 2024, date anniversaire du Jour de la Victoire dans la Grande Guerre patriotique,,.

## Forces en présence

### Russie
Forces armées russes
- Forces terrestres russes
  -  3e armée combinée
    -  4e brigade de fusiliers motorisés
    - 88e brigade de fusiliers motorisés

  -  3e corps d'armée
    - 72e brigade de fusiliers motorisés
    - 17e brigade d'artillerie lourde de la Garde
    - 6e division de fusiliers motorisés
      - 1307e régiment de fusiliers motorisés
      - 27e régiment d'artillerie

  -  8e armée combinée
    -  150e division de fusiliers motorisés
      - 102e régiment de fusiliers motorisés[5]

  -  51e armée combinée
    - 58e bataillon spécial

Forces de réserves BARS :
- -     -  BARS-13 "Légion Russe"[6]
    -  BARS-29 "Nevske"
- Forces aéroportées russes
  -  98e division aéroportée de la Garde[7]
    -  331e régiment aéroporté de la Garde[8]
    -  217e régiment aéroporté de la Garde
    -  1065e régiment d'artillerie de la Garde[9]

  -  106e division aéroportée de la Garde[10]
    -  51e régiment aéroporté de la Garde
    -  137e régiment aéroporté de la Garde
    - 1182e régiment d'artillerie

  - 11e brigade d'assaut aéroporté (jusqu'à mars 2023 au moins)

 GRU
- Spetsnaz du GRU
  -  3e brigade Spetsnaz de la Garde

Forces irrégulières :
- Brigade Sever-Z
- PMC Redut
- 3e brigade cosaque "Terek"
- 7e brigade d'assaut St-Georges

### Ukraine
Forces armées ukrainiennes
- Armée de terre ukrainienne
  -  5e brigade d'assaut
  -  22e brigade mécanisée (jusqu'en juillet 2024)
  -  23e brigade mécanisée (à partir de juillet 2024)
  -  24e brigade mécanisée
  -  56e brigade motorisée
  -  93e brigade mécanisée
  -  142e brigade d'infanterie
- Force de défense territoriale
  -  112e brigade de défense territoriale
    - 244e bataillon de défense territorial

  -  241e brigade de défense territoriale

 Ministère de l'Intérieur :
- Patrouille de police spéciale
  -  Brigade Lyut
    -  Régiment d'assaut « Tsunami » (jusqu'en mai 2024)

  -  Brigade de police spéciale Predator

- Garde nationale de l'Ukraine
  -  18e brigade Sloviansk (à partir de mai 2024)

 Direction Général du renseignement :
- Régiment Kraken[11]
- Unité spéciale Artan

## Déroulement de la bataille

### Progression russe vers la ville (novembre  2023 - avril 2024)
Le 30 octobre 2023, le général ukrainien Oleksandr Syrskyi déclare que les forces russes transfèrent des réserves et renforcent « considérablement » leur groupe sur le front de Bakhmout en vue d'une nouvelle offensive visant à reconquérir les positions perdues le long des flancs de la ville. Le porte-parole militaire ukrainien, Volodymyr Fityo, citant des rapports des services de renseignement, déclare que les Russes se préparent depuis début octobre 2023 et que les troupes ukrainiennes ont renforcé « leurs positions défensives, techniquement leurs fortifications et renforcé leurs réserves » en réponse. Des sources russes, notamment le ministère russe de la Défense, déclarent que des éléments du 331e régiment aéroporté de la Garde, des 98e et 106e divisions aéroportées de la Garde, de la 200e brigade séparée de fusiliers motorisés, du détachement Spetsnaz « Viking » et de la brigade d'assaut « Alexandre Nevski » font partie du personnel opérant sur le front de Bakhmout à ce moment-là,,,,.
Début novembre, les combats de position au sud de Bakhmout se poursuivent le long de la ligne ferroviaire Klichtchiïvka-Andriïvka-Kourdioumivka, tandis que des sources russes affirment qu'une intensification des opérations offensives est en cours sur l'axe du réservoir de Berkhivka, plus au nord-ouest de Bakhmout. Le 6 novembre, des sources ukrainiennes et russes rapportent que les troupes russes ont fait une avancée « marginale » au sud du réservoir de Berkhivka, même s'il n'est alors pas clair si les soldats russes ont repris l'intégralité du réservoir ou seulement la rive sud. Le 10 novembre, des sources russes rapportent que la Russie a regagné les positions perdues dans la forêt au nord de Klichtchiïvka et une limite forestière au nord d'Andriïvka, repoussant les forces ukrainiennes loin de la voie ferrée et de l'autoroute T0513. Cependant, les mines, drones et l'artillerie ukrainiens compliquent l’avancée. À son tour, l'état-major ukrainien signale avoir repoussé les assauts près de Bohdanivka, Ivanivske, Klichtchiïvka et Andriïvka.
À la mi-novembre, le général Syrskyi confirme que les forces russes ont intensifié leurs assauts au nord et au sud de Bakhmout pour tenter de reprendre l'initiative et de reprendre les positions perdues,.
Les 13 et 14 novembre, les troupes russes, y compris des éléments de la division « Tempête » de la 98e division aéroportée, avancent à l'ouest de Yahidne sur le flanc nord, avançant le long d'une limite forestière au sud-ouest d'Orikhovo-Vassylivka en direction de Bohdanivka et sécurisant ainsi de nouvelles positions près du réservoir de Berkhivka. Les troupes russes auraient traversé la voie ferrée au nord de Klichtchiïvka et consolidé leurs positions, bien que la 93e brigade mécanisée affirme que l'artillerie les a repoussées de l'autre côté de la voie ferrée. Youri Fedorenko, commandant de la compagnie « Achilles », spécialisée dans les drones, confirme que la situation dans la direction de Bakhmout devient compliquée, attribuant le crédit aux tactiques constamment changeantes des troupes russes et à l'utilisation intensive de drones sur le champ de bataille. Pendant ce temps, l'état-major ukrainien rapporte avoir repoussé de nombreuses attaques au nord et au sud de Bakhmut dans ses rapports quotidiens, notamment vers Bohdanivka, Ivanivske, Andriïvka, Klichtchiïvka et à l'ouest de Doubovo-Vassylivka,.
Le 19 novembre, les Russes poursuivent leurs assauts contre les villages de Khromove, Bohdanivka, et contre Klichtchiïvka, où les Ukrainiens continuaient de tenir les hauteurs tactiques à l'ouest du village. Le 29 novembre, la Russie déclare que ses forces ont pris le contrôle de Khromove.
Au début de 2024, les Russes continuent de progresser vers l'ouest de Bakhmout, bénéficiant d'un rapport de feu d'artillerie favorable ainsi que de bombes planantes qui se déversent sur les fortifications ukrainiennes. En mars, ils capturent le village d’Ivanivske et les hauteurs environnantes. À la mi-avril, ils atteignent la périphérie de Tchassiv Iar, marquant le début de la bataille pour cette localité. Fin avril, le village de Bohdanivka tombe aux mains des russes qui revendiquent par ailleurs la reprise de Klichtchiïvka fin mai.
Le 8 février, l'ISW a noté que des responsables russes et ukrainiens avaient signalé que des engagements de position avaient lieu en direction de Tchassiv Iar. Le 17 février, les forces russes larguent une bombe thermobarique ODAB-1500 kg sur les positions défensives à Tchassiv Iar.
Le porte-parole du groupe opérationnel et stratégique Khortytsia, annoncé le 27 février que la Russie visait des villages à l'est de Tchassiv Iar, comme Bohdanivka et que les commandants russes utilisent des tactiques de vagues humaines impliquant des unités de condamnés Storm-Z et Storm-V (en) qui avaient perdu environ 60% de leur soutien blindé à cause de l'artillerie ukrainienne. Le 1er mars, la Russie lance de nouveaux raids limités afin de collecter des renseignements et pour tester les faiblesses défensives de la ville.
Le 23 mars 2024, l'armée russe affirme s'être emparée du village d'Ivanivske. Le blogueur et soldat ukrainien Vitaly Ovcharenko rapporte le 26 mars que les forces russes bombardent la ville quotidiennement et que la ville est constamment attaquée. Selon Sergiy Chaus, le chef de l'administration militaire de Tchassiv Iar (le maire de la ville), 770 habitants restaient dans la ville au début du mois d'avril 2024, contre 13 000 habitants avant la guerre.
Début avril 2024, la 5e brigade d'assaut ukrainienne est stationnée près de Tchassiv Iar.

### Attaque de la ville (4 avril 2024 - fin janvier 2025)
Après des mois de bombardements des positions fortifiées ukrainiennes entre Bakhmout et Tchassiv Iar, les Forces armées russes lancent leur premier assaut armé direct sur Tchassiv Iar le 4 avril. 
Soutenues par un appui aérien rapproché de Su-25, une colonne mécanisée de la taille d'une compagnie avance le long de la route T0506 (Khromove (en)-Chasiv Yar) et atteint la périphérie est de la ville, où le 23e bataillon d'infanterie ukrainien était en garnison. Le lendemain, selon des rapports russes, les forces russes se seraient retranchées le long de la rue Zelena, la plus à l'extérieur du petit district de Kanal. Ce district est le plus à l'est de Chasiv Yar, situé à l'est du canal Siverskyi Donets–Donbass. L'armée ukrainienne reconnait que la situation à la périphérie de Chasiv Yar était devenue tendue et difficile en raison de l'empiètement russe, mais a nié la présence russe à l’intérieur de la ville.
Le 6 avril, le commandant en chef des forces armées ukrainiennes, Oleksandr Syrskyi, déclare : « Chasiv Yar reste sous notre contrôle car toutes les tentatives de l'ennemi d'avancer vers la colonie ont échoué ». Le maire, Sergiy Chaus, confirme que la situation dans la ville est désormais dangereuse, et affirme qu’il y a des « tirs constants » entendus dans la ville et qu'« il ne reste plus un seul bâtiment intact ». Le dernier « point de stabilisation » connu de la ville – un poste médical qui soigne les soldats blessés évacués de la ligne de front – a lui-même été récemment évacué pour des raisons de sécurité, ce qui oblige désormais les soldats ukrainiens blessés à être évacués de la ville par camion ou à pied. Pendant ce temps, les soldats de la 5e brigade d'assaut ukrainienne confirment qu'ils augmentaient leurs attaques de drones FPV, y compris avec des Mavics (en). La garnison de Chasiv Yar aurait souffert de pénuries d'obus d’artillerie et de munitions antiaériennes. Pendant ce temps, le Centre pour les stratégies de défense, un groupe de réflexion ukrainien, note que « les opérations de combat urbain pourraient bientôt commencer à Chasiv Yar ».
Le 9 avril, le groupe opérationnel et stratégique de Khortytsia réitère que les forces russes ne sont pas encore entrées dans Tchassiv Iar, mais déclare qu'« aujourd'hui comme hier, l'ennemi utilise sa supériorité aérienne en matière de missiles et de munitions d'artillerie de gros calibre pour bombarder l'infrastructure de la ville à l'appui des assauts de l'infanterie russe et des Véhicules de combat d'infanterie ». Les Russes tentaient de transférer de l’infanterie et de grandes quantités de pièces d’artillerie « aussi près que possible de la ligne de contact afin de pouvoir lancer des assauts.  Mais, les défenseurs ukrainiens font tout ce qu’ils peuvent pour repousser ces attaques », y compris en utilisant « des tirs de contre-batterie à grande échelle », selon Khortytsia.
Le 10 avril, les Ukrainiens ont repoussé une « compagnie mécanisée renforcée » russe quittant leur base avancée d'Ivanivske et se dirigeant vers l'ouest en direction de la forêt au sud de Chasiv Yar et au sud-est du microdistrict de Kanal. Des artilleurs ukrainiens, des équipages de missiles antichars et des opérateurs de drones auraient utilisé un petit pont endommagé sur la route T-0504 à l'ouest d'Ivanivske comme point d'étranglement afin de piéger les blindés russes qui avançaient, en frappant au moins un véhicule BMP russe alors qu'il traversait le pont et forçant le reste des véhicules d'assaut à battre en retraite. Les soldats ukrainiens ont d'abord affirmé que 11 des 25 véhicules russes avaient été détruits, mais un observateur militaire a par la suite déclaré que 19 des 34 véhicules ont été détruits,.
Le 11 avril, l'Institute for the Study of War (ISW), estime que les batailles de position se poursuivent à la périphérie est de Tchassiv Iar et cite des sources russes qui affirment que des éléments de la 98e division aéroportée de la Garde russe participent aux assauts près du microdistrict de Kanal et de Bohdanivka (oblast de Donetsk, raïon de Bakhmout).
Le commandant en chef des forces armées ukrainiennes, le général Oleksandr Syrskyi, déclare que le commandement militaire russe s'est fixé pour objectif d'occuper Tchassiv Iar d'ici le 9 mai 2024, date anniversaire du Jour de la Victoire dans la Grande Guerre patriotique. Il indique que les troupes ukrainiennes défendant la ville de Tchassiv Iar, ont reçu des armements supplémentaires afin de mieux bloquer la poussée de l'armée russe et que « des mesures ont été prises afin de renforcer de façon significative les brigades avec des munitions, des drones et des équipements de guerre électroniques »,.
Le 3 juillet 2024, l'armée russe revendique la prise du quartier Novi à Tchassiv Iar. Le 4 juillet, l'armée ukrainienne annonce son retrait du quartier Kanal de Tchassiv Iar, dernier bloc résidentiel à l'est du canal Siversky Donets-Donbass encore sous leur contrôle.
Le 22 octobre 2024, les russes ont réussi à franchir le canal Siversky Donets.

### Prise de la ville (janvier-août 2025)
Fin janvier 2025, les forces russes progressent dans le nord et une partie du centre de la ville, tandis que les combats se poursuivent dans le reste de la localité.
À la mi-juin 2025, un effort renouvelé des russes les conduit à une lente progression en direction du centrepuis du sud-ouest de la ville.
.Le Ministère de la Défense de la fédération de Russie revendique la prise totale de la ville le 31 juillet 2025,. Cette assertion est cependant contestée le jour même par le Président de l'Ukraine, Volodymyr Zelensky, qui affirme dans son allocution quotidienne que les forces ukrainiennes continuent de se battre dans la ville. L'Institut pour l'étude de la guerre relève que bien que des drapeaux russes ont été hissés à l'ouest et au sud de Tchassiv Iar, la Russie ne contrôle pas encore l'intégralité de la localité, des données géolocalisées montant que ses forces n'ont pas encore atteint la limite administrative de la ville. La Russie contrôlerait environ 7,81 km2 sur les 10 que compte Tchassiv Iar.

## Analyse
Tchassiv Iar est considérée comme une ville cruciale à conquérir pour les forces russes. Contrairement à sa voisine Bakhmout, Tchassiv Iar est située sur un terrain élevé défendable. Ceci en fait une position fortifiée solide pour les forces ukrainiennes en défense, et sa position géographique permettrait aux forces russes de bombarder et d'avancer vers Kostiantynivka et les grandes villes provinciales de Kramatorsk et Sloviansk,,,,,.
Au début du mois d'avril 2024, la 5e brigade d'assaut ukrainienne qualifie Tchassiv Iar de « porte » vers le reste de l'oblast de Donetsk, et compare la destruction de la ville à celle subie par d'autres qui ont été attaquées par les forces russes. Certains soldats de la brigade déclarent que les Russes opèrent de manière plus compétente que les années précédentes, l'un d’entre eux déclarant : « Ils apprennent, ils ont appris, ils ne sont pas stupides... Ce n’est pas la même armée qu’en 2022 ».
Le groupe d'analyse ukrainien Frontelligence Insight explique que la prise de Tchassiv Iar « pourrait avoir des conséquences désastreuses, car cela fournirait une route directe à l'armée russe pour avancer vers des villes clés », mais que la 11e brigade d'assaut aéroporté de la Garde russe opérant depuis les ruines de Bakhmout aurait du mal à traverser les nombreux ponts sur le canal qui relient la route de Tchassiv Iar à Bakhmout si les Ukrainiens des 42e et 67e brigades mécanisées et les unités adjacentes peuvent concentrer suffisamment de puissance de feu sur le pont principal. Le commandant adjoint du bataillon Aidar déclare au début du mois d’avril que le canal Siverskyi Donets–Donbass est « l'une des principales frontières auxquelles tout le monde essaie de s'accrocher » car les véhicules russes auraient plus de difficultés à le traverser que l'infanterie.
L'Institut pour l'étude de la guerre ajoute que la prise de Tchassiv Iar permettrait aux russes d'être à portée d'artillerie des voies de communications logistiques entre les villes fortifiées ukrainiennes dans l'oblast de Donestk.
Le 1er août 2025, le Président de la Fédération de Russie et le Président de la République de Biélorussie ont tout deux fait des déclarations insistant sur l'importance stratégique de la ville pour la poursuite de l'offensive russe vers Kramatorsk et au-delà,.